# Gete Wami
Gete Wami, née le 11 décembre 1974 à Debre Birhan, est une athlète éthiopienne, pratiquant la course de fond et le cross.

## Biographie

### Palmarès
| Date | Compétition                            | Lieu          | Résultat | Épreuve                   | Performance    |
| ---- | -------------------------------------- | ------------- | -------- | ------------------------- | -------------- |
| 1992 | Championnats du monde juniors          | Séoul         | 2e       | 10 000 m                  | 32 min 41 s 57 |
| 1995 | Championnats du monde de cross-country | Durham        | 5e       | Individuel                | 20 min 49 s    |
| 1995 | Championnats du monde de cross-country | Durham        | 2e       | Par équipes               | 38 pts         |
| 1996 | Championnats du monde de cross-country | Stellenbosch  | 1re      | Individuel                | 20 min 12 s    |
| 1996 | Championnats du monde de cross-country | Stellenbosch  | 2e       | Par équipes               | 44 pts         |
| 1996 | Jeux olympiques                        | Atlanta       | 3e       | 10 000 m                  | 31 min 06 s 65 |
| 1997 | Championnats du monde de cross-country | Turin         | 3e       | Individuel                | 21 min 00 s    |
| 1997 | Championnats du monde de cross-country | Turin         | 1re      | Par équipes               | 24 pts         |
| 1998 | Championnats du monde de cross-country | Marrakech     | 3e       | Cross long - Individuel   | 25 min 49 s    |
| 1998 | Championnats du monde de cross-country | Marrakech     | 2e       | Cross long - Par équipes  | 37 pts         |
| 1999 | Championnats du monde de cross-country | Belfast       | 1re      | Cross long - Individuel   | 28 min 00 s    |
| 1999 | Championnats du monde de cross-country | Belfast       | 1re      | Cross long - Par équipes  | 18 pts         |
| 1999 | Championnats du monde                  | Séville       | 1re      | 10 000 m                  | 30 min 24 s 56 |
| 2000 | Championnats du monde de cross-country | Vilamoura     | 2e       | Cross long - Individuel   | 25 min 48 s    |
| 2000 | Championnats du monde de cross-country | Vilamoura     | 1re      | Cross long - Par équipes  | 20 pts         |
| 2000 | Jeux olympiques                        | Sydney        | 3e       | 5 000 m                   | 14 min 42 s 23 |
| 2000 | Jeux olympiques                        | Sydney        | 2e       | 10 000 m                  | 30 min 22 s 48 |
| 2001 | Championnats du monde de cross-country | Ostende       | 2e       | Cross long - Individuel   | 27 min 52 s    |
| 2001 | Championnats du monde de cross-country | Ostende       | 2e       | Cross long - Par équipes  | 70 pts         |
| 2001 | Championnats du monde de cross-country | Ostende       | 1re      | Cross court - Individuel  | 14 min 46 s    |
| 2001 | Championnats du monde de cross-country | Ostende       | 1re      | Cross court - Par équipes | 26 pts         |
| 2001 | Championnats du monde                  | Edmonton      | 3e       | 10 000 m                  | 31 min 49 s 98 |
| 2005 | Championnats du monde de cross-country | Saint-Galmier | 8e       | Cross long - Individuel   | 27 min 20 s    |
| 2005 | Championnats du monde de cross-country | Saint-Galmier | 1re      | Cross long - Par équipes  | 16 pts         |

### Records
| Épreuve       | Performance    | Lieu           | Date              |
| ------------- | -------------- | -------------- | ----------------- |
| 5 000 mètres  | 14 min 30 s 88 | Heusden-Zolder | 5 août 2000       |
| 10 000 mètres | 30 min 22 s 48 | Sydney         | 30 septembre 2000 |